# Hannah Murray
Tegan Lauren-Hannah Murray (Bristol, 1 de julho de 1989) é uma atriz britânica. Ela é conhecida pelo papel de Cassie Ainsworth, protagonista da primeira geração da série britânica Skins. Pelo papel de Cassie, Hannah ganhou um Audience Award do BAFTA junto ao elenco da série. Hannah também é conhecida por sua participação no filme Dark Shadows de Tim Burton, e por interpretar Gilly na série de televisão Game of Thrones da HBO.

## Biografia
Hannah Murray teve uma infância normal em Bristol, Inglaterra. Seus pais são professores da Universidade de Bristol, e ninguém em sua família tinha feito nada como atuar. Mas na adolescência Hannah decidiu ter aulas de teatro só como passatempo.
Aos 16 anos ela ouviu sobre umas audições para uma série de TV nova chamada Skins, em uma Igreja de Bristol perto de sua casa, e decidiu tentar só para ter experiência. Ela impressionou os produtores da série por sua expressividade e composição de personagem apesar da pouca idade e acabou sendo escalada como a personagem feminina principal da primeira geração de Skins Cassie, uma adorável garota anoréxica e depressiva.

## Carreira

### Skins
O primeiro papel de Murray foi na série de TV britânica Skins. Na série ela interpretava uma adorável porém auto-destrutiva adolescente com anorexia.
Com 16 anos, Murray ouviu falar sobre testes para Skins, ela era interessada por atuação e decidiu fazer uma audição para obter experiência. Mas seu desempenho chamou a atenção dos produtores da série e em seguida foi anunciada em um dos papéis principais, a doce Cassie. Ela permaneceu em Skins durante a primeira e a segunda temporada, quando uma nova geração deu lugar à sua na série.
Em 2012, foi anunciado oficialmente que três dos personagens antigos de Skins voltariam para uma nova e última temporada. Foram três episódios de duas horas cada, onde Hannah Murray, Jack O'Connell e Kaya Scodelario voltaram à TV para dar vida à Cassie, Cook e Effy, respectivamente. Os episódios chamaram "Fire" (Effy), "Pure" (Cassie) e "Rise" (Cook), nessa ordem, e deram fim definitivo a saga Skins. Os episódios receberam boa cotação da crítica e o desempenho de do elenco foi elogiado.
Além de ser até hoje lembrada por uma das personagens mais adoradas da série, Hannah foi também elogiada por sua atuação complexa. Foi indicada a dois prêmios de Melhor Atriz pelo papel no Monte Carlo Television Festival e no NXG Awards, mas por este papel ela ganhou o prêmio mais importante de sua carreira até agora, um BAFTA na categoria Audience Award (TV).

### Outros trabalhos
A voz de Hannah pode ser ouvida na propaganda inglesa do celular Nokia 5300. Ela apresentou o prêmio de "melhor artista solo" no NME Awards, junto com o ex-skins Mike Bailey.
Em Maio de 2008 ela estrelou a aclamada peça That Face, uma produção de West End no Duke of York's Theatre, em Londres. Esta foi uma de suas atuações mais elogiadas.
Fez o papel de "Emily" em Chatroom filme britânico de drama-suspense lançado em 2010 no Festival de Cannes, e dirigido Hideo Nakata do clássico de terror O Chamado.
Em abril de 2012 fez participação na segunda temporada da série global Game of Thrones, do canal internacional HBO, onde faz o papel de uma das esposas e filhas do personagem Craster, que é chamada de Gilly e se envolve com o membro da Patrulha da Noite Sam. Seu personagem ganhou mais destaque na terceira temporada e continua presente até a sétima temporada, estando confirmado para a oitava temporada que irá ao ar em 2019. Em 2012 foi indicada junto ao elenco da série ao Screen Actors Guild Awards de Melhor Elenco em Série Dramática e em dezembro de 2013 foi anunciado que todo o elenco da série concorria de novo ao prêmio em 2014.
Em 2012 participou do filme de Tim Burton "Sombras da Noite", e sua cena de maior destaque foi considerada uma das mais memoráveis do filme. Nela Hannah aparece em uma roda Hippie.
Estrelou como Rachel Davis, junto a John Cusack e Malin Åkerman o triller do cineasta dinamarquês Kasper Barfoed The Numbers Station em 2013.
Em agosto de 2013 Hannah protagonizou o clipe da banda escocesa Belle & Sebastian, Your Cover's Blown dirigido por Graeme O'Hara, a música faz parte o álbum "The third eye centre".
Em 2014, Hannah atua no  filme God Help The Girl, junto a Emily Browning e Olly Alexander e é dirigida pelo músico, líder da banda Belle & Sebastian, Stuart Murdoch em um musical sobre três jovens angustiados com a ideia de crescer e que descobrem em seu amor pela música uma forma de lidar com seus problemas e poder sonhar. O filme teve uma recepção calorosa no Festival de Sundance e no Festival de Berlim de 2014, e além da aclamação da crítica o trio principal recebeu o Prêmio Especial do Juri de Melhor Elenco em Sundance.
Ganhou destaque ainda em 2014 pela peça clássica de Jean-Jacques Bernard, Martine, onde interpreta a protagonista título. A peça, que seque sua transformação de uma jovem ingênua a uma mulher amarga, lhe rendeu a aclamação da crítica inglesa e uma indicação ao prêmio de Melhor Atriz no Off West End Awards, premiação que aclama os melhores do circuito teatral fora da famosa West End.
Em 2015, Hannah estrelou o indie americano Lily & Kat, onde vive a protagonista Kat, uma garota londrina que vive em Nova York, e passa seus últimos dias na cidade junto a sua melhor amiga Lily e um artista misterioso, em uma jornada de autoconhecimento.
Ela ainda protagoniza em 2015 o premiado filme do dinamarquês Jeppe Rønde, Bridgend, sobre a cidade galesa onde estranhos acontecimentos resultam em suicídios em massa de jovens.

## Vida Pessoal
Os pais dela são ambos conferencistas universitários. Em 2012 se formou em Inglês na Universidade de Cambridge(University of Cambridge).  Ela nasceu no mesmo dia que seu ex-colega de Skins e um bom amigo, Mitch Hewer (Maxxie Oliver). Vive atualmente em Londres. Ela é vegetariana.

## Filmografia
| Filmes | Filmes                             | Filmes            | Filmes         |
| Ano    | Título                             | Papel             | Notas          |
| ------ | ---------------------------------- | ----------------- | -------------- |
| 2009   | Marple: Why Didn't They Ask Evans? | Dorothy Savage    |                |
| 2010   | Womb                               | Monica            |                |
| 2010   | Chatroom                           | Emily             | Protagonista   |
| 2011   | Wings                              | Ellie             | Curta-metragem |
| 2012   | Dark Shadows                       | Hippie Chick      |                |
| 2012   | Little Glory                       | Jessica           |                |
| 2013   | The Numbers Station                | Rachel Davis      |                |
| 2014   | God Help the Girl                  | Cass              | Protagonista   |
| 2015   | Lily & Kat                         | Kat               |                |
| 2015   | Bridgend                           | Sara              |                |
| 2016   | The Chosen                         | Sylvia            |                |
| 2018   | Charlie Says                       | Leslie Van Houten |                |

| Televisão       | Televisão                       | Televisão        | Televisão    |
| Ano             | Título                          | Papel            | Notas        |
| --------------- | ------------------------------- | ---------------- | ------------ |
| 2007–2008; 2013 | Skins                           | Cassie Ainsworth | 22 episódios |
| 2010            | Above Suspicion: the Red Dahlia | Emily Wickenham  |              |
| 2012-2017       | Game of Thrones                 | Gilly            |              |

| Teatro | Teatro    | Teatro  |
| Ano    | Título    | Papel   |
| ------ | --------- | ------- |
| 2009   | That Face | Mia     |
| 2014   | Martine   | Martine |

| Video Clipe | Video Clipe        | Video Clipe                      |
| Ano         | Título             | Notas                            |
| ----------- | ------------------ | -------------------------------- |
| 2013        | Your Cover's Blown | Clipe da Banda Belle & Sebastian |

## Prêmios e Indicações
| Prêmios | Prêmios   | Prêmios                              | Prêmios                             | Prêmios           |
| Ano     | Resultado | Premiação                            | Categoria                           | Título            |
| ------- | --------- | ------------------------------------ | ----------------------------------- | ----------------- |
| 2008    | Indicado  | Festival de Televisão de Monte Carlo | Melhor Atriz em Série de TV - Drama | Skins             |
| 2012    | Indicado  | NXG Awards                           | Melhor Atriz                        | Skins             |
| 2009    | Venceu    | BAFTA                                | Prémio da audiência (televisão)     | Skins             |
| 2013    | Indicado  | Screen Actors Guild Awards           | Melhor Elenco em Série Dramática    | Game of Thrones   |
| 2014    | Indicado  | Screen Actors Guild Awards           | Melhor Elenco em Série Dramática    | Game of Thrones   |
| 2014    | Venceu    | Sundance Film Festival               | Melhor Atuação em Elenco            | God Help The Girl |
| 2014    | Indicado  | Off West End Awards                  | Melhor Atriz                        | Martine           |
| 2015    | Venceu    | Festival de Tribeca                  | Melhor Atriz                        | Bridgend          |
| 2015    | Venceu    | Ourense Independent Film Festival    | Melhor Atriz                        | Bridgend          |
| 2015    | Venceu    | Palma de Mallorca Evolution IFF      | Melhor Atriz                        | Bridgend          |
| 2015    | Indicado  | Screen Actors Guild Award            | Melhor Elenco em Série Dramática    | Game of Thrones   |